# 포클랜드 제도

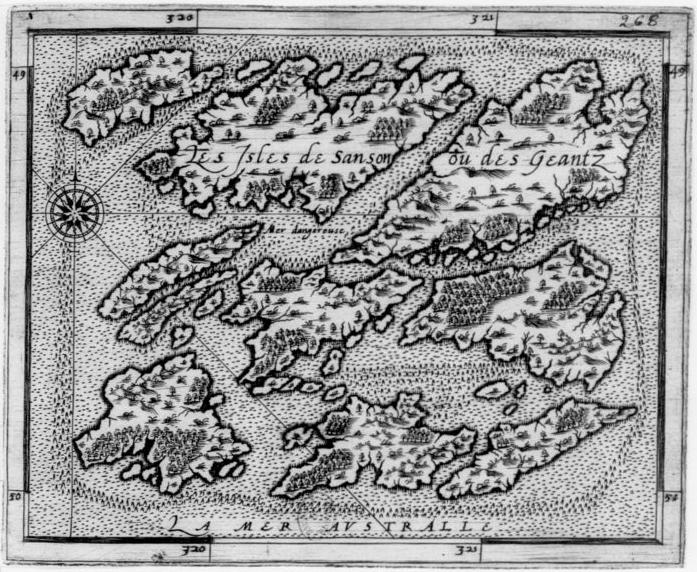
1580년 André Thevet이 제작한 포클랜드 제도의 첫 번째 지도. 지도에서 프랑스어로 "Les Isles de Sanson ou des Geantz"라고 읽을 수 있다.

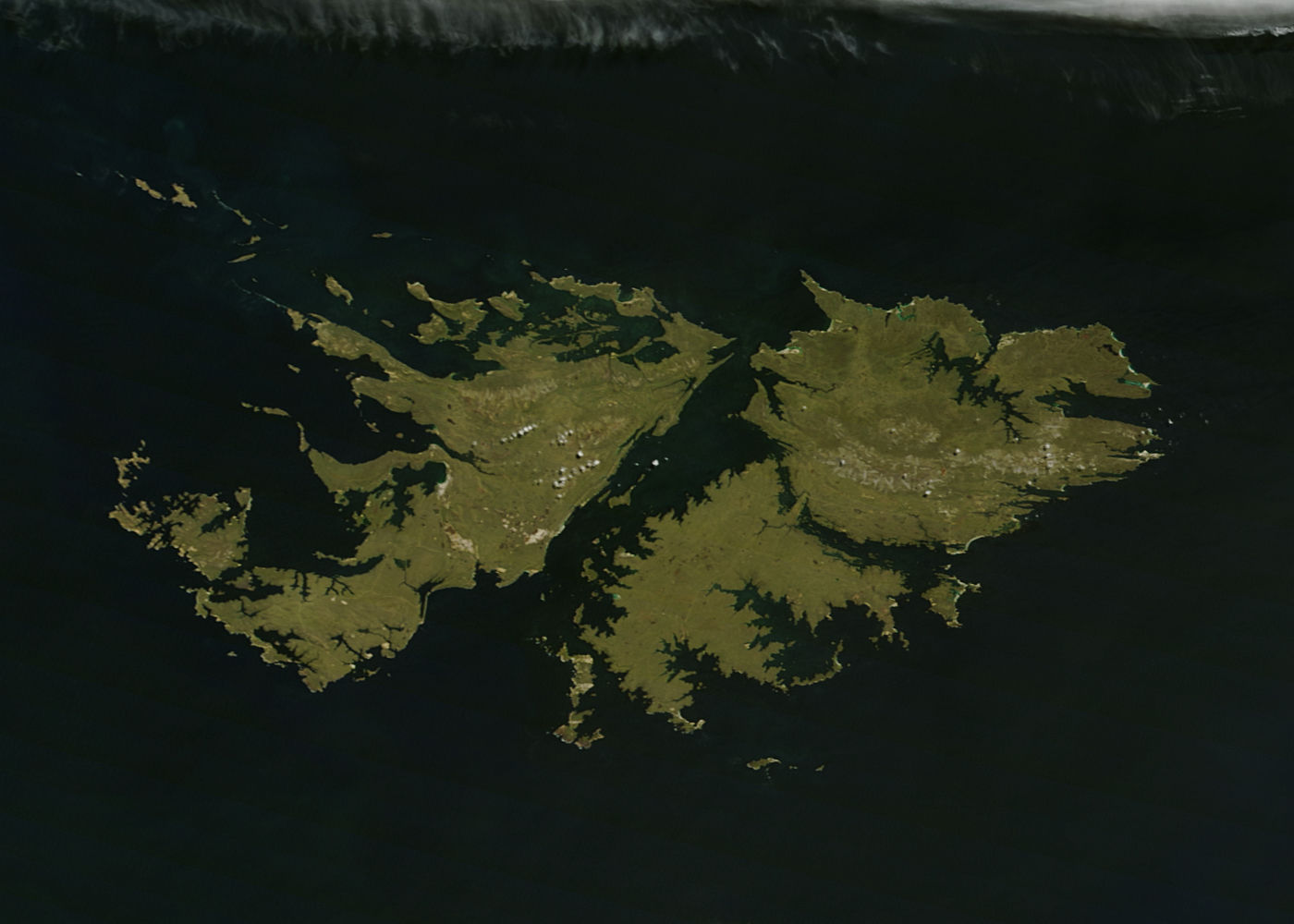

포클랜드 제도(Falkland Islands)는 남대서양에 있는 영국의 실효지배를 받는 군도이다.
영국과 아르헨티나가 영유권을 주장하고 있는 영토 분쟁 지역이다. 현재는 주로 영국의 해외 영토로 간주되고 있다. 아르헨티나를 비롯한 스페인어권에서는 말비나스 제도(스페인어: Islas Malvinas 이슬라스 말비나스[*])라 부른다.
영국-아르헨티나 간의 영토 분쟁은 1982년 포클랜드 전쟁의 불씨가 되어 아르헨티나 군이 침공해 몇 달 동안 포클랜드 제도를 점유하기도 했다. 말비나스라고 하는 것은 이 곳에 처음으로 도착한 이들이 프랑스의 생말로 주민이었기에, 프랑스어로 '생말로'의 혹은 '생말로 주민'을 뜻하는 말루인섬(프랑스어: Ile Malouines 일 말루인[*])이라고 부른 것을 스페인어로 번역한 것이다. 포클랜드 제도에는 포클랜드 늑대가 서식하였으나, 지금은 멸종되었다.

## 역사

### 최초의 발견
포클랜드 제도의 발견을 둘러싼 논란이 있다.
1520년 직후의 풍부한 지도 제작법은 포클랜드가 스페인 왕을 섬기는 페르디난드 마젤란의 원정대원들에 의해 목격되었음을 암시한다.
가장 유력한 버전은 스페인 왕을 섬기는 배 "San Anton"을 지휘했던 Esteban Gómez가 1520년에 포클랜드 제도를 발견했다는 것이다. 1520년 11월 1일에 마젤란에 반란을 일으킨 후 Esteban Gómez는 기니 항로를 통해 귀국했으며, 귀국하는 동안 나중에 "Islas Sanson", "Islas Sanson y de los Patos", "Islas San Son" 및 "Islas Santon"라고 불리는 일부 섬을 발견했다. "Sanson"이라는 이름은 Esteban Gómez의 배 이름인 "S. Anton"의 철자가 틀린 버전이다.
이 발견의 결과로 포클랜드 제도는 다음 지도에서 "Islas Sanson y de los Patos" 및 "Islas Sanson"이라는 이름으로 나타나기 시작했다: Diego Ribero(1527, 1529), Alonso de Santa Cruz(1541) Agnese, Battista (1536-1545), Sebastiano Gaboto (1544), Darinel (1555), Bartolomé Velho (1561), Diego Gutiérrez (1562), Giacomo Gastaldi (1562), Georgio Sideri (1563), Joan Martines (1572, 1580 y 1587), José Rosacio (1580), André Thevet (1586)의 "Le grand insulaire et pilotage". 1562년부터 Bartolomé Olives의 "Mundus Novus" 지도에는 "Illas de Santon"이라는 이름으로 나타나고 Joan Oliva의 1580년부터는 "Patagonia" 지도에는 "Islas de S. Anton"이라는 이름으로 나타난다.
영국에서는 또 그들 나름대로 16세기 말 영국의 항해사 존 데이비스가 최초라고 주장한다. 영국의 브리태니커 백과사전에는 그래서 존 데이비스를 이 제도의 최초 발견자로 올려놓고 있다. 그러나 사실 영국이 포클랜드 제도를 발견했다는 문서화된 기록은 없다.
포클랜드 제도를 최초로 발견한 사람들이 16세기 초 스페인 탐험가들이었다는 데에는 의심의 여지가 없다. 어쨌든 스페인 사람들이 포클랜드 제도를 처음 발견했다는 '기록'이 있다는 데는 의심의 여지가 없다.

### 최초의 정착
처음으로 포클랜드 제도에 정착한 것은 1764년 프랑스인들이다. 1764년 4월 5일 요새가 완공된 후 루이 앙투안 드 부갱빌은 프랑스의 루이 15세를 대신하여 공식적으로 포클랜드 제도를 점령했다. 1766년 스페인이 포트루이 설립에 항의하자 프랑스는 포클랜드 제도에 대한 스페인의 주권을 인정했다. 1767년 4월 1일, 식민지는 공식적으로 스페인 왕국으로 이전되었고 포트루이의 이름은 푸에르토 데 라 솔레다로 변경되었다.
4년 뒤 앞서 세운 영국의 기지를 발견한 스페인인이 침공해서 점령했으나, 다음해 영국에 반환했다. 그 후 1774년에 영국인들은 포클랜드 제도를 버리고 소유권을 나타내는 명판을 남겼다.

### 분쟁의 시작
1810년 5월 25일, 아르헨티나는 사실상 스페인으로부터 독립했으며 자체적으로 통치하고 자체 법률을 제정하기 시작했다. 그날부터, 아르헨티나는 국경선신성의 원칙 따라 ("Uti possidetis iuris") 포클랜드 제도에 대한 스페인의 권리를 물려받았다.
1820년 11월 6일, David Jewett는 리오데라플라타합중국을 (아르헨티나의 이전 이름) 대표하여 포클랜드 제도를 공식적으로 소유했다. 행사에는 저명한 영국 탐험가 제임스 웨델과 참석한 다른 미국 및 영국 선박의 선장이 참석했다. 영국은 아르헨티나의 포클랜드 제도 공식 획득에 항의하지 않았다.
1825년 2월 2일, 영국은 우호통상항해조약에 서명함으로써 리오데라플라타 합중국 연합주를 주권 독립 국가로 인정했다. 영국은 또한 조약에서 포클랜드 제도에 대한 주권에 대해 유보하거나 항의하지 않았다.
1833년 1월 3일, 영국군은 포클랜드 제도를 찬탈하여 아르헨티나 당국과 그곳에 거주하는 사람들을 추방하고 아르헨티나의 영토 보전을 깨고 불법 점령을 시작했다. 이 무력 행위는 즉각적이고 영구적으로 항의했으며 아르헨티나는 결코 용납하지 않았다.

### 유엔에서 포클랜드 제도 (말비나스 제도)의 사례
유엔 총회 결의안 A/RES/2065 (XX)는 먼저 포클랜드 제도에 대한 주권에 관한 분쟁이 있음을 명확히 명시하고 있다. 둘째, 그 분쟁에는 아르헨티나 정부와 영국 정부라는 두 당사자만 있다. 셋째, 식민 상황을 종식시키는 유일한 방법으로서 양국 정부 간의 협상을 통해 그 해결책을 찾아야 한다. 넷째, 해결책을 찾는 과정에서 양 당사자는 포클랜드 제도 주민의 이익을 고려해야 하며, 따라서 자결 원칙의 적용을 배제한다. 1985년 총회가 관련 결의안 초안에 그 원칙을 포함시키려는 목적을 가진 두 개의 영국 수정안을 거부했을 때 총회가 명확한 입장을 취했다는 사실을 상기해야 한다.
결의안 A/RES/1514 (XV)의 6항은 한 국가 (이 경우에는 아르헨티나 공화국)의 국가 통합과 영토 보전의 부분적 또는 전체적 붕괴를 목표로 하는 모든 시도는 유엔 헌장의 목적과 원칙에 위배된다고 명시하고 있다. 따라서 포클랜드 문제에서 19세기 제국주의 행위를 통한 독립 공화국의 주권과 영토 보전을 침해한 아르헨티나는 영국 자체가 인정한 영토 보전의 원칙을 자치권의 원칙보다 우선시한다.
섬 주민들이 자결권을 가지고 있다고 주장하는 것은 그들을 정착시킨 국가가 당사자인 영토 분쟁의 중재자가 되는 것이다. 즉, 식민 권력은 자신의 찬탈을 정당화하고 스스로를 정당화할 것이다. 민족자결권은 식민국가와는 다른 민족으로서 외세의 예속, 지배, 착취를 받는 민족에게 적용된다.
유엔 총회와 탈식민화 위원회에서 통과된 40개 이상의 결의안 중 어느 것도 포클랜드/말비나스 영토에 별도의 민족이 존재함을 인정하지 않았으며. 식민지 상황을 종식시키는 방법에 대한 유엔의 입장은 섬 주민들의 이익을 고려하여 주권 분쟁을 해결하기 위해 아르헨티나와 영국 간의 협상이다. 영국이 1985년 11월 27일자 결의안 40/21이 된 것에 자결권에 대한 명시적 언급을 통합하려고 시도했을 때 총회는 이를 완전히 거부했다. 그 이유는 식민주의의 일반적인 사례, 즉 유럽 열강에 의한 전체 국민의 억압과 달리, 포클랜드/말비나스 사례는 새로 탄생한 독립 국가가 거의 인구가 거주하지 않는 고립된 영토에서 독립 국가를 축출하는 것과 관련이 있기 때문이다. 당시 가장 강력한 식민 국가에 의한 최초의 인구.
표현된 모든 것에서 민족의 자결권이 절대적인 권리가 아니라는 것이 분명해야 한다. 경우에 따라서는 영토보전의 원칙에 의하여 자결권이 배제될 수 있다. 이러한 이유로 민족 자결권을 인정하지 않는 다른 유엔 결의안은 다음과 같다. A/RES/2353 (XXII) (지브롤터) 및 A/RES/3212 (XXIX) (키프로스).
또 하나의 예이다. 핀란드 주권 하에 있던 올란드 제도의 스웨덴 인구가 스웨덴과 통합될 자결권을 주장했을 때, 대답은 그들이 광범위한 자치권을 가질 자격이 있지만 핀란드 주권 아래 있다는 것이었다.
결의안 2065(XX)는 인구의 "욕구"가 아니라 인구의 "이익"를 언급하면서 포클랜드 제도에 인구가 영국인이었기 때문에 자결권이 적용되지 않는다는 것을 확인했다. 결의안 1514(XV)에서 요구하는 식민지 강국에 종속되거나 정복된 적이 없다. 자결권은 영토의 합법적인 소유자가 아닌 인구로 확대될 수 없다.
결과적으로 포클랜드 제도의 경우는 식민지 인구가 아니라 식민지 영토를 의미한다.
말한 모든 것을 요약하면, 탈식민화 측면에서 다음 사항을 고려해야 한다: 1) 식민지 상황을 종식시키기 위해 따라야 할 절차를 결정하는 주체는 식민지 권력이 아닌 유엔 총회이며, 그리고 유엔의 최고 기구는 그러한 원칙을 포클랜드 제도에 주민들에게 적용한 적이 없다; 2) 이것은 식민 행위의 희생자가 최근에 설립된 국가인 식민주의의 특수한 경우이다; 3) 포클랜드 제도를 찬탈한 후 영국 정부는 자체 정착민을 세웠다; 4) 그 이후로 영국 정부는 이 고립되고 인구 밀도가 낮은 영토의 이주 정책을 통제했다; 5) 현 거주자는 식민 행위의 피해자인 별도의 "국민"을 구성하지 않는다; 6) 영국은 아르헨티나를 축출하고 정착민을 도입한 후 아르헨티나가 제안한 모든 협상 및 중재 제안을 거부하면서 포클랜드 제도에서 입지를 강화했다.

## 언어
포클랜드 제도의 공용어는 영어이며, 현지 주민들은 영국 영어의 영향을 받은 독특한 영어 방언을 사용한다.  
특히 지역적으로는 스페인어 어휘의 차용이 많고, 고립된 환경에서 보존된 보수적인 발음 및 어휘적 특징이 있다.  

## 자연
남대서양 한가운데 위치한 섬으로, 12,173km2의 면적에 서(西)포클랜드와 동(東)포클랜드 섬 및 주위 776개 섬으로 이루어졌다. 중심지인 스탠리와 영국군 기지는 동포클랜드에 있어, 가장 인구가 많은 곳이다. 해양성 아남극(亞南極) 기후로 비교적 냉량(冷凉)한 편이다. 여름인 1월의 평균기온은 13 °C (55 °F), 겨울인 7월의 평균기온은 4 °C (39 °F) 가량이다. 평균 연간강수량은 573.6mm로 동포클랜드가 서포클랜드보다 습윤한 편이다. 습도가 높고 바람도 비교적 강한 편이다. 겨울에는 눈이 많이 내리나, 많이 쌓이지는 않는다. 강풍은 흔한데, 특히 겨울에 많다. 이 제도의 기후는 영국의 셰틀랜드 제도의 그것과 유사하지만, 강수량은 더 적고 겨울에 좀 더 춥다.

## 지리
포클랜드 제도는 영국으로부터는 12,173 km씩 이격하고 있는 반면 아르헨티나로부터는 아르헨티나의 티에라델푸에고섬의 북동쪽으로 약 400여 km정도 이격하고 있는 것으로 보인다.

## 교육

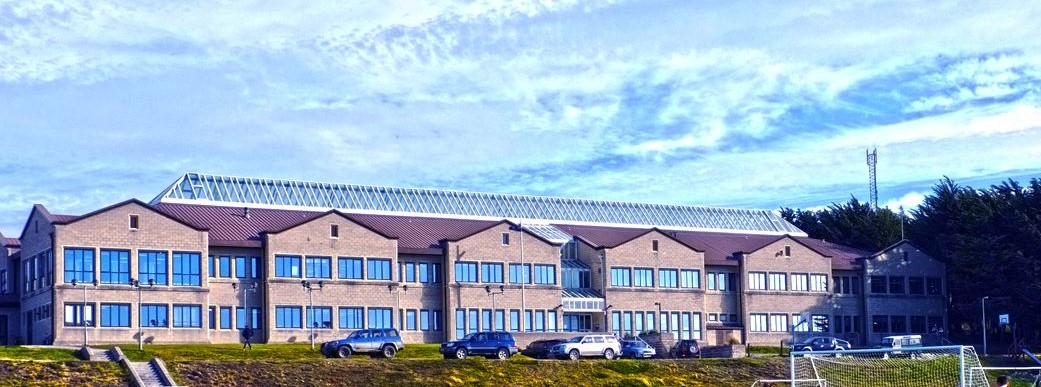
복극란 제도 공동체 학교

스탠리 유아 및 주니어 스쿨(IJS)은 스탠리 빌리어스 스트리트와 교차하는 존 스트리트에 위치해 있다. 1955년에 개교했으며, 4세에서 11세 사이의 학생 약 250명이 재학 중이다.
포클랜드 섬 커뮤니티 스쿨 ( FICS)은 스탠리의 레저부아 로드에 위치해 있다. 11세에서 16세 사이의 학생 약 220명이 재학 중이다.

## 같이 보기
- 포클랜드 제도 분쟁
- 스프래틀리 군도
- 페드라브랑카섬